# Mangouste (comics)
Pour les articles homonymes, voir Mangouste.
La Mangouste (« Mongoose » en VO) est un super-vilain évoluant dans l’univers Marvel de la maison d'édition Marvel Comics. Crée par Tom DeFalco et Ron Frenz (dans le numéro de Spider-Man), le personnage de fiction apparaît furtivement pour la première fois dans le comic book Amazing Spider-Man #283 en 1986, puis de manière complète dans Thor #391 en mai 1988.

## Biographie du personnage

### Origines et parcours
La Mangouste est à l’origine une véritable mangouste, mutée vers une forme humaine par le Maître de l'évolution qui avait besoin d’hommes de main.
Il voyage jusqu’à New York pour rejoindre les Maîtres du mal du Baron Zemo. Cependant l'Homme-absorbant et Titania, qui devaient le récupérer, doivent affronter Spider-Man et laissent à la Mangouste l'occasion de s'enfuir. Il affronte très vite Spider-Man et Thor, échappant de justesse à ce dernier et jurant de le détruire.
Plus tard, il s'allie avec la Femme-sable pour obtenir de l’ADN cellulaire du dieu nordique, pour le compte de Lord Tagar. Le trio est battu et la Mangouste s’échappe une fois de plus.
Il cherche ensuite à rallier les New Men du Mont Wundagore, mais ces derniers refusent à cause de sa réputation d’être fourbe et déloyal. Rendu enragé par ce refus, il attaque Thor, défendu par Hercule. Réalisant qu’il est bien trop faible pour vaincre ces deux divinités, il s’enfuit.

### Civil War
Pendant l'arc narratif Civil War, la guerre entre les super-héros, la Mangouste est retrouvée et arrêtée par les Thunderbolts de Citizen V à Philadelphie. On lui offre l’alternative de rejoindre le groupe ou la prison ; le criminel accepte de travailler pour l’équipe.
Il est par la suite capturé par Alyosha Kravinoff, le fils de Kraven le chasseur qui l'enferme avec d’autres super-vilains dérivés d’animaux dans son zoo personnel caché à bord d’un bateau. Il est libéré par le Punisher.

## Pouvoirs et capacités
Le génie génétique du Maître de l'évolution a accordé à la Mangouste une force, une vitesse, une endurance, une agilité et des réflexes surhumains. C'est un excellent combattant au corps à corps, utilisant sa vitesse surhumaine et sa ruse pour créer son propre style de combat unique. Comme son apparence originelle, sa mâchoire est composée de crocs.
- Pesant près de 115 kg, la Mangouste possède une force et une endurance bien supérieures à celles d'un être humain. Il a toutefois perdu de sa force et peut depuis soulever un peu plus d'une tonne dans des conditions optimales. Il résiste plus facilement à l'effort continu.
- Son agilité et sa vitesse de réaction dépassent les meilleurs et les plus rapides des adversaires.
- C'est un excellent combattant au corps à corps, utilisant sa rapidité exceptionnelle pour esquiver les coups de ses ennemis.
- Au combat, il se sert de gants équipés de griffes et de petites cartouches de gaz qui provoquent l'inconscience et causent le vertige et la désorientation.
- Le gant a déjà été équipé d'un laser et d'un appareil de pistage basée sur la structure génétique de sa proie (« cellsmograph »), en l'occurrence le dieu Thor.

Il peut à l'occasion avoir accès à du matériel de transport avancé originaire du Wundagore (en), comme des vaisseaux volants ou des tanks fouisseurs.